# Женщина — это будущее мужчины
«Женщина — это будущее мужчины» (кор. 여자는 남자의 미래다) — пятый фильм Хон Сансу, снятый в 2004 году. Несмотря на то, что картина не стала хитом в прокате, она была представлена в основном конкурсе Каннского кинофестиваля. Название фильма взято из стихотворения Луи Арагона, строку из которого режиссёр увидел на французской открытке.

## Сюжет
Двое друзей, молодой режиссёр, некогда уехавший в Америку, и университетский преподаватель, встречаются зимним днем и вспоминают прошлое. Когда-то они оба были влюблены в одну женщину, но оба некрасиво с ней поступили. Узнав, что она живёт неподалеку, друзья решают её навестить. Каждый втайне надеется воскресить былую любовь.

## В ролях
| Актёр      | Роль       |
| ---------- | ---------- |
| Ю Джитхэ   | Ли Мунхо   |
| Ким Тхэу   | Ким Хёнгон |
| Сон Хёна   | Пак Сонхва |
| Ким Ходжон | Пак Поён   |

## Награды и номинации
- 2004 — номинация на Золотую пальмовую ветвь Каннского кинофестиваля